# Botn (Saltdal)
Pour les articles homonymes, voir Botn.
Botn est une localité du comté de Nordland, en Norvège.

## Géographie
Administrativement, Botn fait partie de la kommune de Saltdal.